# آبراهام هیگینباتم

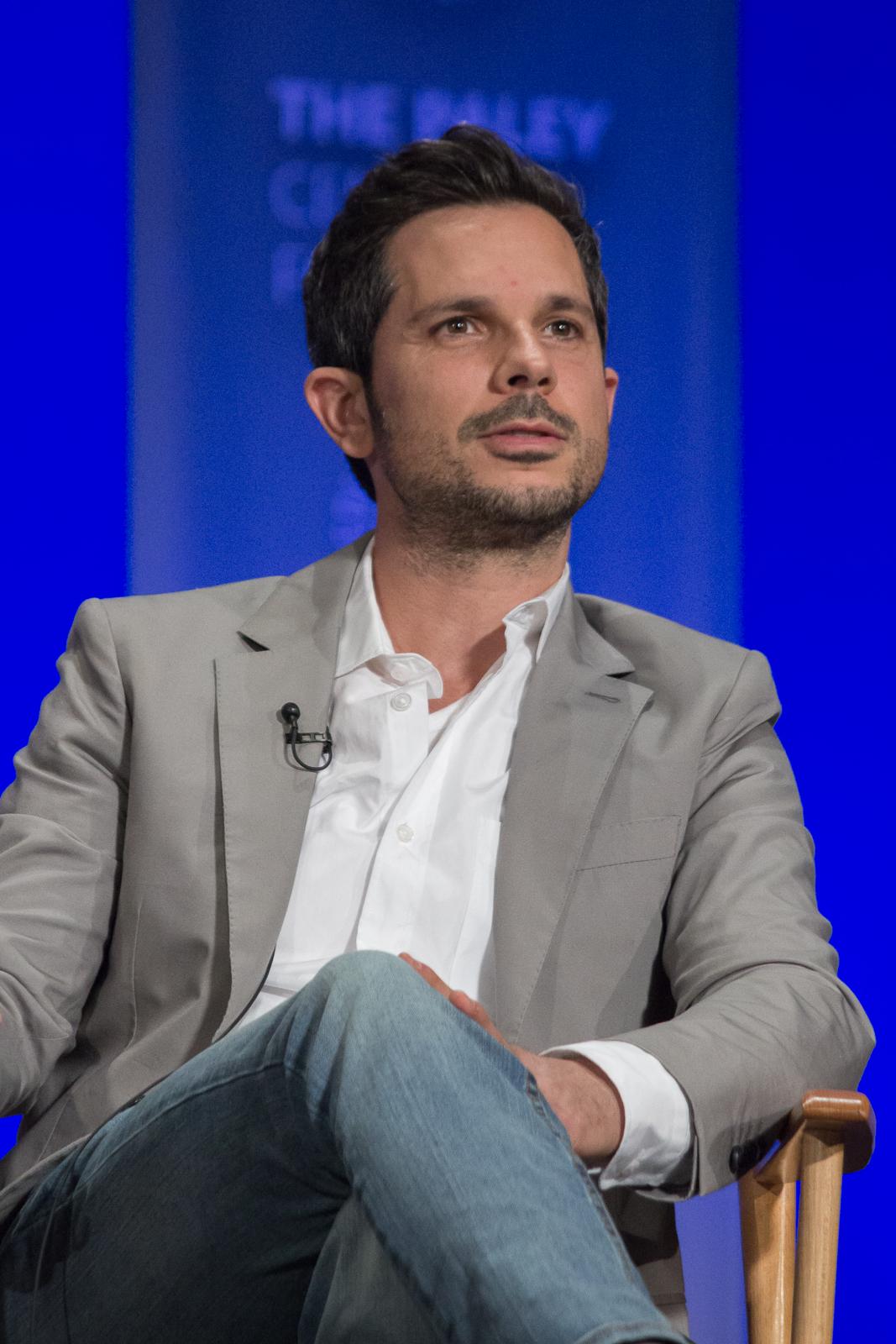

آبراهام هیگینباتم (به انگلیسی: Abraham Higginbotham) نویسنده و تهیه‌کنندهٔ آمریکایی است.
او اعلام کرده‌است که یک همجنسگرا می‌باشد.
- بتی بی‌ریخته
- خانواده امروزی
- مرد خانواده
- پرورش شکست‌خورده